# Моска, Якопо
Якопо Моска (итал. Jacopo Mosca; род. 29 августа 1993, Савильяно) — итальянский профессиональный шоссейный велогонщик, выступающий c 2019 года за американскую команду Мирового тура «Lidl-Trek».

## Достижения
2011
1-й Trofeo Comune di Vertova
7-й Giro Internazionale della Lunigiana
2014
6-й Trofeo Edil C
9-й Gran Premio Industrie del Marmo
2015
6-й Memorial Vincenzo Mantovani
7-й Trofeo Edil C
8-й Gran Premio Industrie del Marmo
9-й Coppa della Pace - Trofeo F.lli Anelli
2016
10-й Тур Британии
2017
1-й  Тур Хайнаня
1-й на этапе 7
1-й  Горная классификация Тур Кореи
10-й Тур озера Цинхай
2018
1-й  Очковая классификация Тиррено — Адриатико
2019
9-й Прогулка по тропе майора Хубаля
9-й Тур Верхней Австрии
| № | Дата             | Кат. | Страна           | Тип         | Гонка               | Команда                       |
| - | ---------------- | ---- | ---------------- | ----------- | ------------------- | ----------------------------- |
| 1 | 18 июня 2017     | 2.1  | Республика Корея | Горная      | Тур Кореи           | Wilier Triestina–Selle Italia |
| 2 | 3 ноября 2017    | 2.НС | Китай            | 7 этап      | Тур Хайнаня         | Wilier Triestina–Selle Italia |
| 3 | 5 ноября 2017    | 2.НС | Китай            | Генеральная | Тур Хайнаня         | Wilier Triestina–Selle Italia |
| 4 | 13 марта 2018    | 2.WT | Италия           | Очковая     | Тиррено — Адриатико | Wilier Triestina–Selle Italia |
| 5 | 11 сентября 2018 | 2.1  | Китай            | 4 этап      | Тур Китая           | Wilier Triestina–Selle Italia |

## Статистика выступлений
Чемпионаты
| Соревнование     | Соревнование | 2017 | 2018 | 2019 |
| ---------------- | ------------ | ---- | ---- | ---- |
| Чемпионат Италии | RR           | 23   | 30   | 27   |
| Чемпионат Италии | ITT          | 7    | —    | 17   |

Гранд Туры
| Гонка           | 2018 | 2019 |
| --------------- | ---- | ---- |
| Джиро д'Италия  | 98   | —    |
| Тур де Франс    | —    | —    |
| Вуэльта Испании | —    | 85   |

Однодневки
| Монументальные гонки  |      |      |      |
| Гонка                 | 2017 | 2018 | 2019 |
| Милан — Сан-Ремо      | 90   | 145  | —    |
| Тур Фландрии          | —    | —    | —    |
| Париж — Рубе          | —    | —    | —    |
| Льеж — Бастонь — Льеж | —    | —    | —    |
| Джиро ди Ломбардия    | —    | —    | —    |

| —  | Не участвовал в гонке |
| НФ | Не финишировал        |